# Barto (cràter)
Barto és un cràter d'impacte en el planeta Venus de 48 km de diàmetre. Porta el nom d'Àgnia Bartó (1906-1981), poetessa russa, i el seu nom va ser aprovat per la Unió Astronòmica Internacional el 1985.